# مظفر أباد
مظفر أباد (مُظفَّرآباد) هي عاصمة الإقليم باكستان آزاد كشمير.

## المناخ
يظهر الجدول التالي التغييرات المناخية على مدار السنة لمظفر أباد:
| البيانات المناخية لـمظفر أباد                 | البيانات المناخية لـمظفر أباد | البيانات المناخية لـمظفر أباد | البيانات المناخية لـمظفر أباد | البيانات المناخية لـمظفر أباد | البيانات المناخية لـمظفر أباد | البيانات المناخية لـمظفر أباد | البيانات المناخية لـمظفر أباد | البيانات المناخية لـمظفر أباد | البيانات المناخية لـمظفر أباد | البيانات المناخية لـمظفر أباد | البيانات المناخية لـمظفر أباد | البيانات المناخية لـمظفر أباد | البيانات المناخية لـمظفر أباد |
| الشهر                                         | يناير                         | فبراير                        | مارس                          | أبريل                         | مايو                          | يونيو                         | يوليو                         | أغسطس                         | سبتمبر                        | أكتوبر                        | نوفمبر                        | ديسمبر                        | المعدل السنوي                 |
| --------------------------------------------- | ----------------------------- | ----------------------------- | ----------------------------- | ----------------------------- | ----------------------------- | ----------------------------- | ----------------------------- | ----------------------------- | ----------------------------- | ----------------------------- | ----------------------------- | ----------------------------- | ----------------------------- |
| الدرجة القصوى °م (°ف)                         | 27.0 (80.6)                   | 29.4 (84.9)                   | 37.0 (98.6)                   | 40.5 (104.9)                  | 46.5 (115.7)                  | 46.2 (115.2)                  | 45.0 (113.0)                  | 40.2 (104.4)                  | 39.0 (102.2)                  | 38.3 (100.9)                  | 33.0 (91.4)                   | 27.0 (80.6)                   | 46.5 (115.7)                  |
| متوسط درجة الحرارة الكبرى °م (°ف)             | 16.0 (60.8)                   | 18.0 (64.4)                   | 22.6 (72.7)                   | 28.3 (82.9)                   | 33.5 (92.3)                   | 37.4 (99.3)                   | 34.9 (94.8)                   | 34.0 (93.2)                   | 33.4 (92.1)                   | 30.1 (86.2)                   | 24.2 (75.6)                   | 18.1 (64.6)                   | 22.3 (72.1)                   |
| متوسط درجة الحرارة الصغرى °م (°ف)             | 3.1 (37.6)                    | 5.4 (41.7)                    | 9.7 (49.5)                    | 14.2 (57.6)                   | 18.4 (65.1)                   | 21.9 (71.4)                   | 22.8 (73.0)                   | 22.6 (72.7)                   | 19.4 (66.9)                   | 13.7 (56.7)                   | 7.8 (46.0)                    | 4.1 (39.4)                    | 11.1 (52.0)                   |
| أدنى درجة حرارة °م (°ف)                       | −3.0 (26.6)                   | −1.1 (30.0)                   | 1.0 (33.8)                    | 6.5 (43.7)                    | 7.0 (44.6)                    | 12.0 (53.6)                   | 15.5 (59.9)                   | 16.0 (60.8)                   | 12.4 (54.3)                   | 6.5 (43.7)                    | 1.0 (33.8)                    | −1.4 (29.5)                   | −3 (27)                       |
| معدل هطول الأمطار مم (إنش)                    | 101.3 (3.99)                  | 137.4 (5.41)                  | 157.3 (6.19)                  | 109.0 (4.29)                  | 78.5 (3.09)                   | 113.6 (4.47)                  | 328.7 (12.94)                 | 229.9 (9.05)                  | 112.6 (4.43)                  | 45.9 (1.81)                   | 37.2 (1.46)                   | 69.0 (2.72)                   | 1٬242٫8 (48.93)               |
| متوسط الرطوبة النسبية (%) (at {{{time day}}}) | 50.3                          | 46.3                          | 40.9                          | 38.0                          | 33.2                          | 34.0                          | 52.2                          | 57.6                          | 48.1                          | 42.4                          | 48.4                          | 54.0                          | 37.2                          |
| المصدر: Pakistan Meteorological Department    |                               |                               |                               |                               |                               |                               |                               |                               |                               |                               |                               |                               |                               |

## توأمة
لمظفر أباد اتفاقيات توأمة مع:
- بيند

## أشخاص ملحوظون
- أنعم نجم، طبيب ومعالج نفسي.